# Phare de Punta Médanos
Le phare de Punta Médanos (en espagnol : Faro Punta Médanos) est un phare actif situé à 15 km au nord de Punta Médanos (es) (Partido de La Costa), dans la Province de Buenos Aires en Argentine. Il est géré par le Servicio de Hidrografía Naval (SHN) de la marine .
Le phare est classé monument historique national depuis le 10 novembre 2010.

## Histoire
Ce phare, mis en service le 9 juillet 1893, a été fabriqué par l'entreprise française Barbier, Bénard et Turenne. Il porte le nom du cap où il a été érigé. La pointe a été découverte par l'expédition de Ferdinand de Magellan, le 7 février 1520, et baptisée Cabo Santa Polonia. Plus tard, ce nom est perdu et prend le nom de  Punta Médanos.
Cette tour troncopiramidale a été préfabriquée en France en 1890, transportée en 1891 et mis en service en 1893. Il fonctionne à l'électricité et il est doté d’un équipement de secours au gaz. Il y a une maison au pied du phare.
 
Le phare marque le point le plus à l'est de l'Argentine, une côte dangereuse connue pour ses naufrages. Bien que la tour ne soit pas ouverte à la visite, la base présente des éléments historiques du vendredi au dimanche. Il est situé en dehors de la route 11 à mi-chemin entre Mar de Ajó (en) et Pinamar.

## Description
Ce phare  est une haute tour métallique effilée avec trois jambes, avec une galerie et une grande lanterne de 59 m de haut. Le local technique se trouve sous la galerie. La tour est peinte de plusieurs bandes horizontales blanches et rouges et le dôme de la lanterne est rouge. Il émet, à une hauteur focale de 68 m, cinq longs éclats blancs de 1.5 secondes par période de 40 secondes. Sa portée est de 28 milles nautiques (environ 52 km).
Identifiant : ARLHS : ARG-008 - Amirauté : G0908 - NGA : 110-19424 .

## Caractéristique dufeu maritime
Fréquence : 40 secondes (W-W-W-W-W)
- Lumière : 1.5 secondes (4)
- Obscurité : 3.5 secondes (4)
- Lumière : 1.5 secondes (1)
- Obscurité : 18.5 secondes (1)

### Lien connexe
- Liste des phares d'Argentine